# Musée Dar Ayed
Le musée Dar Ayed était un musée situé à Ksar Hellal en Tunisie.

## Bâtiment

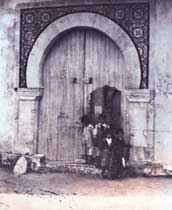
Porte du Dar Ayed en 1934.

Le musée se trouve dans une maison traditionnelle ayant appartenu au militant indépendantiste Ahmed Ayed. Il a accueilli le premier congrès du parti du Néo-Destour en 1934. Après avoir hébergé les locaux du parti du Rassemblement constitutionnel démocratique dissout en 2011, l'idée de transformer cette maison en musée du mouvement national est confirmée en 2018. 
L'État décide de fermer le musée en septembre 2019 et d'envoyer sa collection à Tunis.

## Collection
La collection du musée est originellement répartie sur quatre salles. On y trouve divers documents et photographies centrés principalement sur les événements menant à la scission au sein du parti du Destour pour aboutir à la naissance du Néo-Destour et au congrès de Ksar Hellal. D'autres événements ultérieurs du mouvement national sont aussi présentés.